# 弗努耶
弗努耶（法語：Fenouillet，法語發音：[fənujɛ] ⓘ）是法国上加龙省的一个市镇，属于图卢兹区。

## 地理
弗努耶（43°40'47"N, 1°23'38"E）面积9.51 平方千米，位于法国奧克西塔尼大區上加龙省，该省份为法国西南部内陆省份，西南端与西班牙接壤，自此顺时针与上比利牛斯省、热尔省、塔恩-加龙省、塔恩省、奥德省和阿列日省接壤。
与弗努耶接壤的市镇（或旧市镇、城区）包括：莱斯皮纳斯、圖盧茲、欧康维尔、博泽勒、加龙河畔加尼亚克、圣阿尔邦、塞伊、布拉尼亚克。

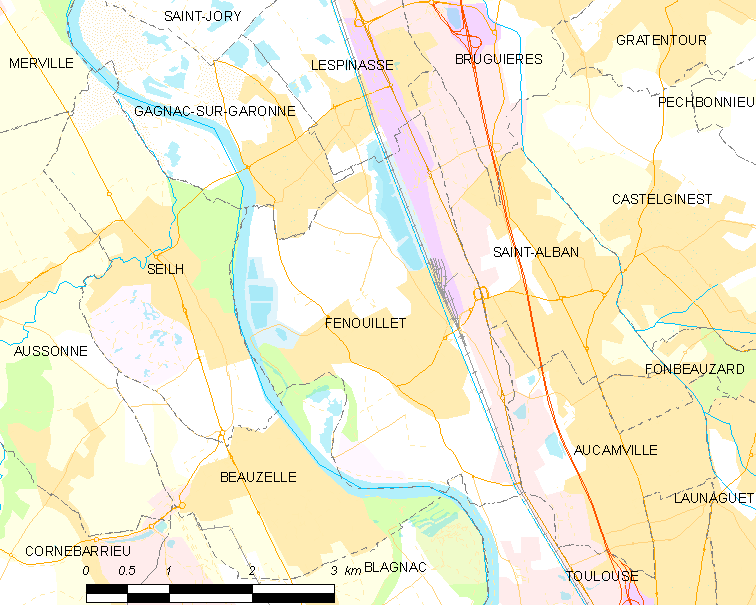
弗努耶的OSM定位图

弗努耶的时区为UTC+01:00、UTC+02:00（夏令时）。

## 行政
弗努耶的邮政编码为31150，INSEE市镇编码为31182。

## 政治
弗努耶所属的省级选区为卡斯泰尔日内斯特县。

## 人口

1962-2008年间弗努耶人口变化图示

弗努耶于2022年1月1日时的人口数量为5727人。